# Romano I Lecapeno
Romano I Lecapeno (em grego: Ρωμανός Α΄ Λακαπήνος; romaniz.: Rōmanos I Lakapēnos; em latim: Romanus I Lecapenus; c. 870 — 15 de junho de 948) foi o imperador bizantino entre 920 até a sua deposição em 16 de dezembro de 944.

## Origem
Romano era filho de um guarda imperial chamado Teofilacto Abstarto ou Abastácto ("o insuportável"). Ainda que ele não tenha recebido uma educação refinada (pelo que ele será vilipendiado futuramente pelo seu genro Constantino VII Porfirogênito), Romano subiu rapidamente no exército durante o reinado do imperador Leão VI, o Sábio. Em 911, ele foi o general do tema naval de Samos e serviu depois como almirante da frota (drungário da frota). Nesta função, ele deveria ter participado das operações militares bizantinas contra a Império Búlgaro no Danúbio em 917, mas não conseguiu. Na sequência da desastrosa derrota bizantina na Batalha de Anquíalo nas mãos dos búlgaros, também em 917, Romano navegou até Constantinopla, onde ele gradualmente foi minando o poder da regência da imperatriz Zoé Carbonopsina e de seu aliado, Leão Focas.

## Ascensão ao poder
Cada vez mais influente na corte, Romano exilou seus rivais e fortaleceu suas ligações com o ainda infante imperador Constantino VII. Em maio de 919, ele casou a sua filha Helena Lecapena com ele e foi proclamado basileopátor ("pai do imperador"). Em 14 de setembro de 920, Romano foi investido como césar e, finalmente, em 17 de dezembro do mesmo ano, ele foi coroado como coimperador, se tornando efetivamente o líder do Império Bizantino.
Nos anos seguintes, Romano coroou seus filhos como coimperadores, Cristóvão em 921, Estêvão e Constantino em 924, mesmo que, por algum tempo, Constantino VII ainda fosse considerado o mais importante depois do próprio Romano. É notável que, como ele deixou Constantino intocado, ele foi chamado de "o usurpador gentil". Romano fortaleceu sua posição casando suas filhas com membros das poderosas famílias aristocráticas Argiro e Mosele, reconvocando o patriarca de Constantinopla deposto Nicolau I Místico e colocando um fim na disputa com o papado sobre a questão dos quatro casamentos do imperador Leão VI, o Sábio.

## Guerra e paz com a Bulgária

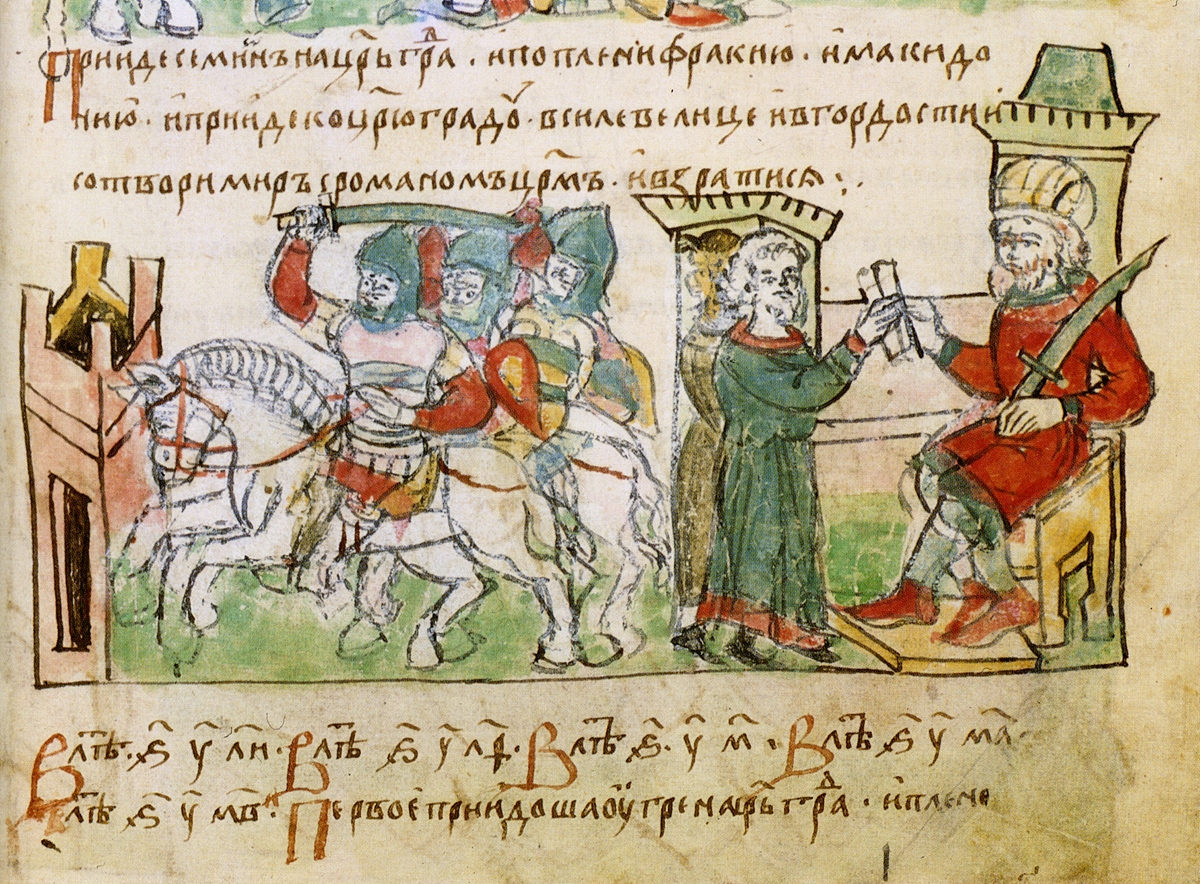
Romano I negociando com Simeão I da Bulgária durante o cerco de Constantinopla de 924.
Iluminura da Crônica de Radzivill, do século XV

O primeiro grande desafio enfrentado pelo novo imperador foi a guerra contra o Império Búlgaro, que fora reiniciada na regência de Zoé. A ascensão ao poder de Romano atrapalhou os planos de Simeão I da Bulgária de uma aliança com Constantino VII pela via do casamento e Romano estava determinado em não conceder o impopular reconhecimento do título de imperador a Simeão, que já tinha derrubado dois imperadores antes. Consequentemente, os primeiros quatro anos do governo de Romano foram gastos numa guerra contra a Bulgária. Embora Simeão tenha estado em vantagem, ele foi incapaz de conseguir uma vitória decisiva por causa das inexpugnáveis muralhas de Constantinopla. Em 924, quando Simeão mais uma vez cercou a cidade por terra, Romano conseguiu iniciar negociações e se encontrou pessoalmente com Simeão em Cosmídio, onde ele criticou o búlgaro pelo seu desrespeito às tradições e à irmandade cristã ortodoxa, supostamente colocando-o numa posição de embaraço que o forçou a negociar e levantar o cerco. Na realidade, o feito foi resultado de um tácito reconhecimento de Simeão como imperador da Bulgária. As relações posteriores foram novamente manchadas pela contínua disputa sobre títulos (Simeão se intitulava imperador dos "romanos" também), mas a paz se manteve.
Com a morte de Simeão, em maio de 927, o novo imperador da Bulgária Pedro I, numa demonstração de força, invadiu a Trácia bizantina, mas se mostrou pronto para negociar uma paz mais permanente. Romano aproveitou a situação e propôs uma aliança por casamento entre as casas imperiais de Bizâncio e da Bulgária, enquanto que, ao mesmo tempo, renovou a aliança com os sérvios de Tzéstlabo. Em setembro de 927, Pedro veio a Constantinopla e se casou com Maria (renomeada para "Irene" - "paz"), a filha de seu filho mais velho e coimperador Cristóvão e, portanto, neta de Romano. Na mesma ocasião, Cristóvão recebeu a precedência em status sobre seu cunhado Constantino VII, algo que juntaria ao ressentimento deste no futuro contra os Lecapeno, os búlgaros e casamentos imperiais com estrangeiros (como documentado em sua composição Sobre a Administração Imperial). Deste ponto em diante, o governo de Romano estava livre de confrontos militares com a Bulgária. Mesmo com Bizâncio tacitamente apoiando a revolta Sérvia contra a Bulgária, em 931, e os búlgaros permitindo que os magiares pilhassem territórios bizantinos atravessando seu território, Bizâncio e a Bulgária permaneceram em paz por 40 anos, até a invasão de Esviatoslau na Bulgária.

## Campanhas no oriente

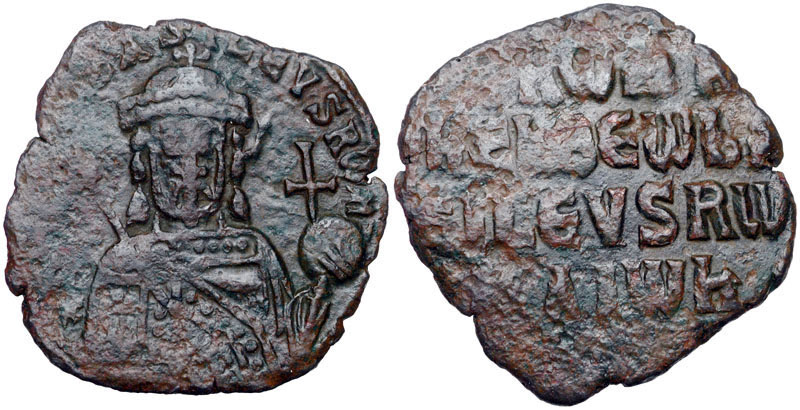
Fólis com o busto de Romano no anverso

Romano apontou o brilhante general João Curcuas como comandante dos exércitos (doméstico das escolas) no oriente. João conseguiu subjugar a revolta no tema da Cáldia e interveio na Armênia em 924. De 926 em diante, Curcuas dirigiu suas campanhas na fronteira oriental contra o Califado Abássida e seus vassalos, conseguindo uma importante vitória na Batalha de Melitene, em 934. A captura desta cidade é geralmente considerada como a primeira grande vitória dos bizantinos contra o Islã.
Em 941, quando a maior parte do exército de Curcuas estava ausente em campanhas no oriente, a frota de quinze velhos navios sob o protovestiário Teófano teve que defender Constantinopla contra uma invasão dos russos de Quieve. Os invasores foram derrotados, no mar por conta do uso do fogo grego e em terra, quando eles desembarcaram na Bitínia, pelo exército de Curcuas, que havia retornado. Em 944, Romano firmou um tratado com o príncipe Igor de Quieve. Tendo passado a crise, Curcuas estava livre para retornar à fronteira oriental novamente.
Em 943, Curcuas invadiu o norte da Mesopotâmia e cercou a importante cidade de Edessa em 944. Como preço para que recuasse, o general conseguiu uma das mais preciosas relíquias bizantinas, o Mandílio, a toalha que fora supostamente enviada por Jesus para o rei Abgar V de Edessa. João Curcuas, mesmo sendo considerado por alguns contemporâneos como "um segundo Trajano ou Belisário, foi despedido após a queda dos Lecapeno, em 945. Mesmo assim, suas campanhas no oriente pavimentaram o caminho para reconquistas ainda mais dramáticas do meio para o fim do século X.

## Política interna

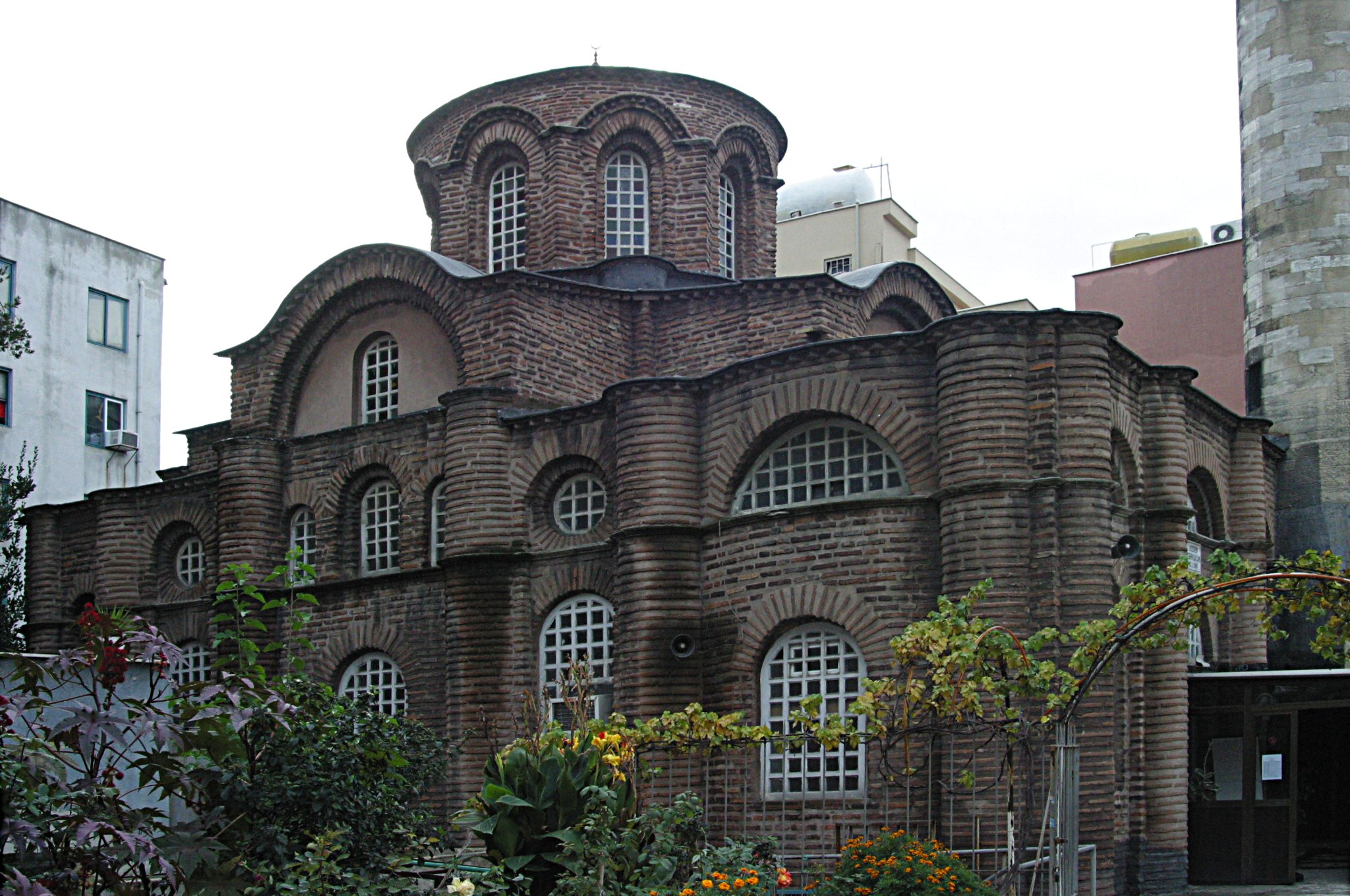
Mireleu, a igreja particular dos Lecapeno construída por Romano e onde ele está sepultado

Romano I Lecapeno tentou fortalecer o Império Bizantino buscando a paz onde fosse possível. Sua relação com o Império Búlgaro e com a Rússia de Quieve já foram descritas. Para proteger a Trácia bizantina contra as incursões magiares (como as de 934 e 943), Romano pagou-os vultosas quantias em dinheiro e tentou caminhos diplomáticos.
Os cazares era aliados dos bizantinos até o reinado de Romano, que começou a perseguir os judeus do império. De acordo com a Carta de Schechter, o líder cazar José respondeu à perseguição dos judeus "se livrando de muitos cristãos", ao que Romano retaliou incitando Olegue (chamado de Helgu na carta) contra os cazares.
De forma similar, ele re-estabeleceu a paz na igreja e superou o novo conflito entre o papa e o patriarca de Constantinopla ao promulgar o Tomo da União em 920. Em 933, aproveitou a oportunidade do trono patriarcal vago e nomeou seu filho mais novo, Teofilacto, como patriarca. Teofilacto não foi reconhecido por sua piedade ou espiritualidade, mas sim por adicionar alguns elementos mais teatrais à liturgia bizantina e por ser um ávido criador de cavalos, supostamente chegando a abandonar uma missa para acompanhar o parto de uma de suas éguas favoritas.
Romano também era um legislador ativo, promulgando uma série de leis para proteger pequenos proprietários de terras contra o avanço dos nobres (dínatos). A reforma legislativa pode ter sido em parte provocada pelos tempos difíceis causados pela fome de 927 e a subsequente revolta semi-popular de Basílio Mão de Cobre. O imperador também conseguiu aumentar os impostos da aristocracia e recolocou o tesouro imperial numa situação mais confortável. O imperador também conseguiu subjugar revoltas em diversas províncias do império, notadamente na Cáldia, no Peloponeso e no sul da Itália.
Em Constantinopla, ele construiu seu palácio num local chamado Mireleu, perto do Propôntida. Ao lado, ele construiu um templo que se tornou o primeiro exemplo de uma igreja de sepultamento privada de um imperador bizantino (a atual Mesquita de Bodrum, em Istambul).

## Fim do reinado
O final do reinado de Romano foi marcado pelo interesse do velho imperador no julgamento divino e seu crescente senso de culpa pelo seu papel em usurpar o trono de Constantino VII. Com a morte de Cristóvão, de longe o seu filho mais competente, em 931, Romano não colocou seus outros filhos em precedência frente a Constantino. Temendo que Romano fosse permitir que ele o sucedesse em vez deles, seus filhos mais jovens Estêvão e Constantino prenderam seu pai em dezembro de 944, levando-o para a Ilhas dos Príncipes e forçando-o a se tornar um monge. Quando eles ameaçaram a posição de Constantino VII, porém, o povo de Constantinopla se revoltou e os dois filhos de Romano também foram destituídos do poder imperial e exilados junto com o pai. 
Romano morreu em junho de 948 e foi enterrado com os outros membros de sua família na igreja que ele construiu em Mireleu. Tendo vivido muito tempo sob a constante ameaça de deposição - ou pior - pela família dos Lecapeno, Constantino VII acumulou um amargo ressentimento contra ele. Em seu manual Sobre a Administração Imperial, escrito para seu filho e sucessor Romano II, ele não poupa palavras sobre o seu falecido sogro: "o senhor Romano, o imperador, era um idiota e um homem iletrado, nem criado nos modos do império, nem seguindo o costume romano desde o início, nem de ascendência imperial ou nobre, e, portanto, rude e autoritário em suas ações.... pois suas crenças eram boçais, teimosas, ignorantes do que é bom e incapazes de aderirem ao que é justo e direito."

## Família
Em seu casamento com Teodora (que morreu em 922), Romano teve seis filhos, incluindo:
- Cristóvão Lecapeno, coimperador entre 921 e 931, que foi casado com a Augusta Sofia e foi o pai de Maria (renomeada para Irene), que se casou com Pedro I da Bulgária; o filho de Cristóvão, Miguel Lecapeno, pode ter sido associado ao avô como coimperador;
- Estêvão Lecapeno, coimperador entre 924 e 945, morto em 967;
- Constantino Lecapeno, coimperador entre 924 e 945, morto em 946;
- Teofilacto Lecapeno, patriarca de Constantinopla entre 933 e 956;
- Helena Lecapena, que se casou com o imperador Constantino VII Porfirogênito;
- Ágata Lecapena, que se casou com Romano Argiro. O neto dos dois foi o imperador Romano III Argiro.